# ريو غراندي سيتي
ريو غراندي سيتي (بالإنجليزية: Rio Grande City)‏ هي مدينة أمريكية تقع في ولاية تكساس.تبلغ مساحة هذه المدينة 19.6 (كم²)،ويبلغ عدد سكانها 13834 نسمة حسب إحصاء سنة 2010 م. تشير إحصاءات سنة 2000م بأن الكثافة السكانية في هذه المدينة تقدر بـ(606.8) نسمة/كم2.

## التركيبة السكانية
حدّد مكتب تعداد الولايات المتحدة بيانات التركيبة السكانية لريو غراندي سيتي في تعداد الولايات المتحدة. في ما يلي، التركيبة السكانية حسب تعدادي 2000 و2010.

### تعداد عام 2000
بلغ عدد سكان ريو غراندي سيتي 11,923 نسمة بحسب تعداد عام 2000، وبلغ عدد الأسر 3,333 أسرة وعدد العائلات 2,797 عائلة مقيمة في المدينة. في حين سجلت الكثافة السكانية 405.5 نسمة لكل كيلومتر مربع (1,050.2/ميل2). وبلغ عدد الوحدات السكنية 3,846 وحدة بمتوسط كثافة قدره 130.8 لكل كيلومتر مربع (338.8/ميل2).
وتوزع التركيب العرقي للمدينة بنسبة 82.97% من البيض و0.30% من الأمريكيين الأفارقة و0.44% من الأمريكيين الأصليين و1.11% من الأمريكيين ذوي الأصول الآسيوية و0.01% من سكان جزر المحيط الهادئ و12.51% من الأعراق الأخرى و2.67% من عرقين مختلطين أو أكثر و95.89% من الهسبانيون أو اللاتينيون من أي عرق.
بلغ عدد الأسر 3,333 أسرة كانت نسبة 55.7% منها لديها أطفال تحت سن الثامنة عشر تعيش معهم، وبلغت نسبة الأزواج القاطنين مع بعضهم البعض 60.1% من أصل المجموع الكلي للأسر، ونسبة 19.8% من الأسر كان لديها معيلات من الإناث دون وجود شريك، بينما كانت نسبة 4.1% من الأسر لديها معيلون من الذكور دون وجود شريكة وكانت نسبة 16.1% من غير العائلات. تألفت نسبة 14.6% من أصل جميع الأسر من عدة أفراد يعيشون في نفس المنزل ونسبة 7.5% كانت تتألف من شخص يعيش بمفرده يبلغ من العمر 65 عاماً أو أكثر. وبلغ متوسط حجم الأسرة المعيشية 3.47، أما متوسط حجم العائلات فبلغ 3.86.
بلغ العمر الوسطي للسكان 28.8 عاماً. وكانت نسبة 33.1% من القاطنين تحت سن الثامنة عشر، وكانت نسبة 10.7% بين الثامنة عشر والرابعة والعشرين عاماً، ونسبة 25.9% كانت واقعةً في الفئة العمرية ما بين الخامسة والعشرين والرابعة والأربعين عاماً، ونسبة 16.7% كانت ما بين الخامسة والأربعين والرابعة والستين، ونسبة 10.5% كانت ضمن فئة الخامسة والستين عاماً فما فوق. يوجد لكل 100 أنثى 89.4 ذكر، ويوجد لكل 100 أنثى في الثامنة عشر من عمرها فما فوق 82.7 ذكر.
بلغ متوسط دخل الأسرة في المدينة 19,853 دولارًا، أما متوسط دخل العائلة فبلغ 21,363 دولارًا. وكان متوسط دخل الذكور 20,245 دولارًا مقابل 14,984 دولارًا للإناث. وسجل دخل الفرد الخاص بالمدينة 9,684 دولارًا. وكانت نسبة 40.4% من العائلات ونسبة 44.1% من السكان تحت خط الفقر، وكان من هؤلاء نسبة 57.3% تحت سن الثامنة عشر ونسبة 33.7% في الخامسة والستين من العمر وما فوق.

### تعداد عام 2010
بلغ عدد سكان ريو غراندي سيتي 13,834 نسمة بحسب تعداد عام 2010، وبلغ عدد الأسر 3,861 أسرة وعدد العائلات 3,168 عائلة مقيمة في المدينة. في حين سجلت الكثافة السكانية 470.5 نسمة لكل كيلومتر مربع (1,218.6/ميل2). وبلغ عدد الوحدات السكنية 4,305 وحدة بمتوسط كثافة قدره 146.4 لكل كيلومتر مربع (379.2/ميل2).
وتوزع التركيب العرقي للمدينة بنسبة 92.08% من البيض و0.20% من الأمريكيين الأفارقة و0.30% من الأمريكيين الأصليين و0.78% من الأمريكيين ذوي الأصول الآسيوية و5.54% من الأعراق الأخرى و1.10% من عرقين مختلطين أو أكثر و94.29% من الهسبانيون أو اللاتينيون من أي عرق.
بلغ عدد الأسر 3,861 أسرة كانت نسبة 52.2% منها لديها أطفال تحت سن الثامنة عشر تعيش معهم، وبلغت نسبة الأزواج القاطنين مع بعضهم البعض 55.5% من أصل المجموع الكلي للأسر، ونسبة 20.5% من الأسر كان لديها معيلات من الإناث دون وجود شريك، بينما كانت نسبة 6.1% من الأسر لديها معيلون من الذكور دون وجود شريكة وكانت نسبة 17.9% من غير العائلات. تألفت نسبة 16.5% من أصل جميع الأسر من عدة أفراد يعيشون في نفس المنزل ونسبة 7.8% كانت تتألف من شخص يعيش بمفرده يبلغ من العمر 65 عاماً أو أكثر. وبلغ متوسط حجم الأسرة المعيشية 3.38، أما متوسط حجم العائلات فبلغ 3.82.
بلغ العمر الوسطي للسكان 30.4 عاماً. وكانت نسبة 31.1% من القاطنين تحت سن الثامنة عشر، وكانت نسبة 10.7% بين الثامنة عشر والرابعة والعشرين عاماً، ونسبة 27.5% كانت واقعةً في الفئة العمرية ما بين الخامسة والعشرين والرابعة والأربعين عاماً، ونسبة 19.4% كانت ما بين الخامسة والأربعين والرابعة والستين، ونسبة 11.2% كانت ضمن فئة الخامسة والستين عاماً فما فوق. وتوزع التركيب الجنسي للسكان بنسبة 50.1% ذكور و49.9% إناث.

## أعلام
- ويليام جي. هاريل
- ريكاردو سانشيز